# Elot Kos
Elot Kos ou Elotkos est une localité de la région du Centre au Cameroun, localisée dans la commune d'Elig-Mfomo et le département de la Lekié.

## Population
En 1964, Elot Kos comptait 342 habitants, principalement des Eton.
Lors du recensement de 2005, ce nombre s'élevait à 590.